# Coena Cypriani
La Coena Cypriani (Cena de Cipriano) es un cuento europeo de la Antigüedad Tardía, quizá de los siglos V o VI, adaptado en forma escrita al latín en época carolingia por Rábano Mauro en 855 -a petición del rey Lotario II de Lotaringia-, por Juan Hymonides y, quizá, por Aselino de Reims. Según la tradición, su autor original habría sido San Cipriano, obispo de Cartago (249-58).
La Coena Cypriani está a medio camino entre la parodia, la alegoría y la sátira de varios pasajes de la Biblia, género literario que también puede hallarse en la colección de Carmina Burana. Su contenido ha sido de muy distintas interpretaciones a lo largo de los siglos, y algunos de sus pasajes más ambiguos aún esperan ser aclarados.
La Coena narra la historia de Joel, rey de Oriente, que ofrece un gran banquete nupcial en la ciudad galilea de Caná -escenario del célebre episodio de las Bodas de Caná- donde comparece una serie de personajes procedentes de toda la Biblia, como Eva, Caín, Abel, Abraham, Moisés, la Virgen María o el propio Jesucristo. Poco antes de acabar el festín, el rey descubre un robo y ordena prender al ladrón, que es identificado como Acar, hio de Carmi, y condenado a morir. Es ejecutado y enterrado por los invitados a la cena, que vuelven entonces a sus hogares.
Rábano Mauro afirmaba que la obra tenía valor didáctico, al facilitar el humor la memorización de las figuras bíblicas. Juan Hymmonides la reelaboró en setenarios troqueos para incluir alusiones a la política contemporánea, con intenciones puramente lúdicas.
Esta obra figura de forma destacada en la novela de Umberto Eco El nombre de la rosa.(1980)